# Елегія (музика)
Елегія — камерний музичний твір задумливого, сумного характеру.
Елегія як інструментальна п'єса (для будь-якого музичного інструменту або невеликого ансамблю) розвивалася переважно на рубежі XIX–XX століть у творчості Ферруччо Бузоні, Едварда Гріга, Габрієля Форе, Сергія Рахманінова, Василя Калинникова. Особливої популярності набула «Елегія» Массне, як в інструментальному варіанті, так і у вокальній переробці (перш за все, у виконанні Шаляпіна). До елегії тяжіли і окремі вокальні твори пісенно-романсового жанру — наприклад, «Елегія» з вокального циклу Модеста Мусоргського «Без сонця». Чималий внесок в жанр елегії зробив великий композитор XX–XXI століть Вангеліс. Характерні особливості цього жанру простежується у багатьох творах маестро, але найвизначніші з них — Part 12 з El Greco OST (2007), Elegy з Rosetta (2016).